# Racing Club d'Abidjan
 (avril 2020).
Si vous disposez d'ouvrages ou d'articles de référence ou si vous connaissez des sites web de qualité traitant du thème abordé ici, merci de compléter l'article en donnant les références utiles à sa vérifiabilité et en les liant à la section « Notes et références ».
Maillots
Actualités
Le Racing Club d'Abidjan (parfois également appelée RC Abidjan ou RCA) est un club de football ivoirien basé à Abidjan, plus grande ville du pays. Il participe à la Ligue 1 ivoirienne depuis la saison 2018-2019.
Depuis le 30 juin 2018, le Racing Club d'Abidjan est un club partenaire de l'OGC Nice.

## Histoire
À peine montée en première division ivoirienne, le Racing club d'Abidjan s'enracine et se professionnalise.

## Palmarès
- Championnat de Côte d'Ivoire : (1)
  - Champion : 2020[4]
- Coupe de Côte d'Ivoire : (1)
  - Vainqueur : 2024[5]
- Champion de D2 2018
- Champion de D3 2016

## Joueur emblématiques
- Lamine N'Dao
- Yves Dabila